# 조베스 윌리엄스
조베스 윌리엄스(JoBeth Williams, 1948년 12월 6일 ~ )는 미국의 배우이다.

## 출연 작품

### 영화
- 폭소 감방 (1980)
- 스위치 (1991)